# فيني فيني
فيني فيني (بالإنجليزية: Vinny Feeney)‏ مواليد 12 مايو 1973 في سلايغو، هو ملاكم محترف أيرلندي.

## إحصائيات
خاض خلال مسيرته 21 نزالا، فاز في 14 وتعادل في 1 وخسر في 6. فاز بالضربة القاضية في 2 نزالا.

## روابط خارجية
- فيني فيني على موقع بوكس ريك (الإنجليزية) (registration required)